# The Lone Wolf's Daughter (film, 1929)
Pour les articles homonymes, voir The Lone Wolf.
Pour plus de détails, voir Fiche technique et Distribution.
The Lone Wolf's Daughter est un film américain réalisé par Albert S. Rogell et sorti en 1929. C'est un remake d'un film du même titre sorti en 1919. Il comporte des séquences parlante, de la musique et des effets sonores.

## Synopsis
En 1919, à Londres, la princesse Sonia et son époux, le noble russe en exil Victor enchérissent tous deux pour un tableau contenant des lettres incriminantes qu'elle a écrites il y a des années. La toile est finalement acquise par Michael Lanyard, qu'on soupçonne d'être le mystérieux voleur international le "Lone Wolf"...

## Fiche technique
- Réalisation : Albert S. Rogell
- Scénario : Sig Herzig d'après les personnages créés par Louis Joseph Vance
- Producteur : Harry Cohn, Jack Cohn
- Photographie : James Van Trees
- Montage : William Hamilton
- Société de production : Columbia Pictures
- Société de distribution : Columbia Pictures
- Genre : Film policier
- Durée : 72 minutes
- Date de sortie : 18 février 1929

## Distribution
- Bert Lytell : Michael Lanyard / The Lone Wolf
- Gertrude Olmstead : Helen Fairchild
- Charles K. Gerrard : le comte Polinac
- Lilyan Tashman : Velma
- Donald Keith : Bobby Crenshaw
- Florence Allen : Adrienne
- Robert Elliott : Ethier
- Ruth Cherrington : Mme. Crenshaw